# بمب آتشفشانی
یک بمب آتشفشانی (به انگلیسی: Volcanic bomb) توده‌ای از سنگ مذاب است که قطر آن بیشتر از ۶۴ میلی‌متر باشد که به هنگام خروج مواد آتشفشانی از دهانهٔ آتشفشان از قطعات چسبناک گدازه تشکیل می‌شود. این توده‌های مذاب قبل از اینکه به زمین برسند سرد شده و به تکه‌های جامد تبدیل می‌شوند و به دلیل اینکه به سرعت سرد شده‌اند فرصت تبلور نداشته و دارای دانه‌بندی بسیار ریز هستند که منجر به تشکیل سنگ آذرین می‌شود. بمب آتشفشانی می‌تواند کیلومترها دورتر از دهانهٔ آتشفشان فرود بیاید، و اغلب شکل‌های آن‌ها متاثر است از حرکات آیرودینامیکی هوا در طول پرواز خودشان به هوا تا لحظه‌ای که فرود بیایند. بمب‌های آتشفشانی می‌توانند بسیار بزرگ باشند به‌طور مثال در فوران آتشفشان کوه آساما در ژاپن به سال ۱۹۳۵  قطر بمب‌های آتشفشانی خروجی تا ۵ متر حتی ۶ متر نیز می‌رسیدند. بمب‌های آتشفشانی می‌توانند بسیار خطرآفرین باشند و موجب مرگ انسان‌ها در منطقه فوران شوند، یکی از همین حوادث در آتشفشان کوه گالراس کلمبیا اتفاق افتاده است  که در آن ۶ نفر در نزدیکی قله کشته و چند نفر دیگر به‌طور جدی صدمه دیدند که دلیل آن خروج غیر منتظره مواد آتشفشانی از دهانه آتشفشان بود.
بمب‌های آتشفشانی به این اسم شناخته شده‌اند که در بعضی موارد به دلیل سرد شدن ناگهانی گازهای داخلی خود منفجر می‌شوند، اما بر خلاف برخی از ادعاهایی که در فرهنگ عامه وجود دارد بمب‌های آتشفشانی به ندرت منفجر می‌شوند و اغلب بیشترین آسیب آن‌ها همان برخورد آن‌ها با زمین یا انسان‌ها است. انفجار بمب‌های آتشفشانی اغلب در بخش  bread–crust زمین مشاهده شده‌است.

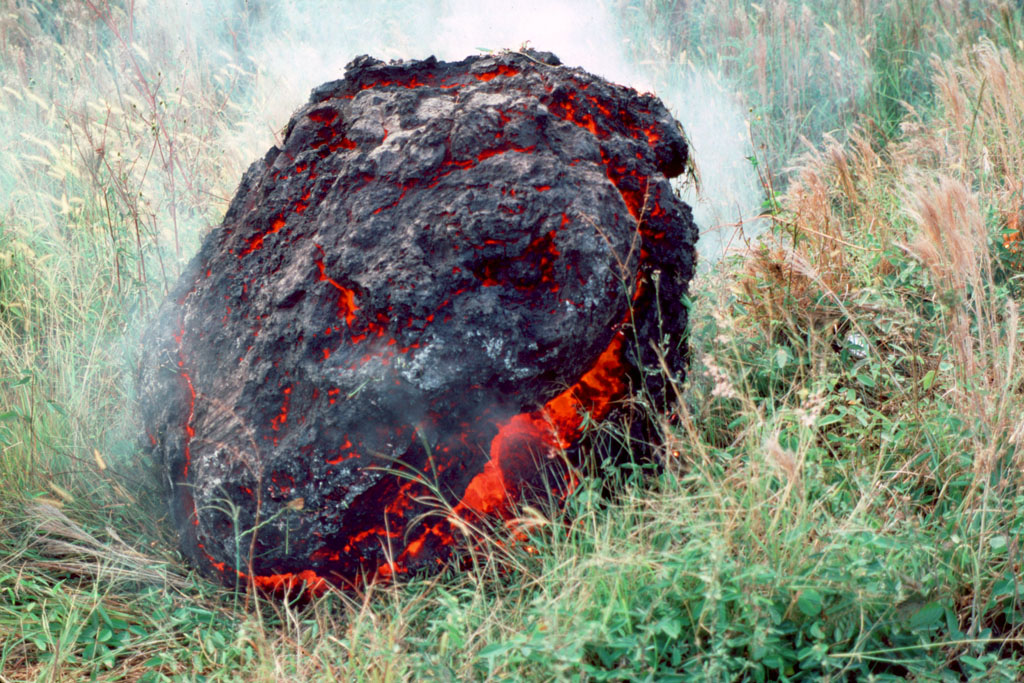
Lava bomb, ejected from the Kīlauea Volcano, Hawaii, USA in 1983.

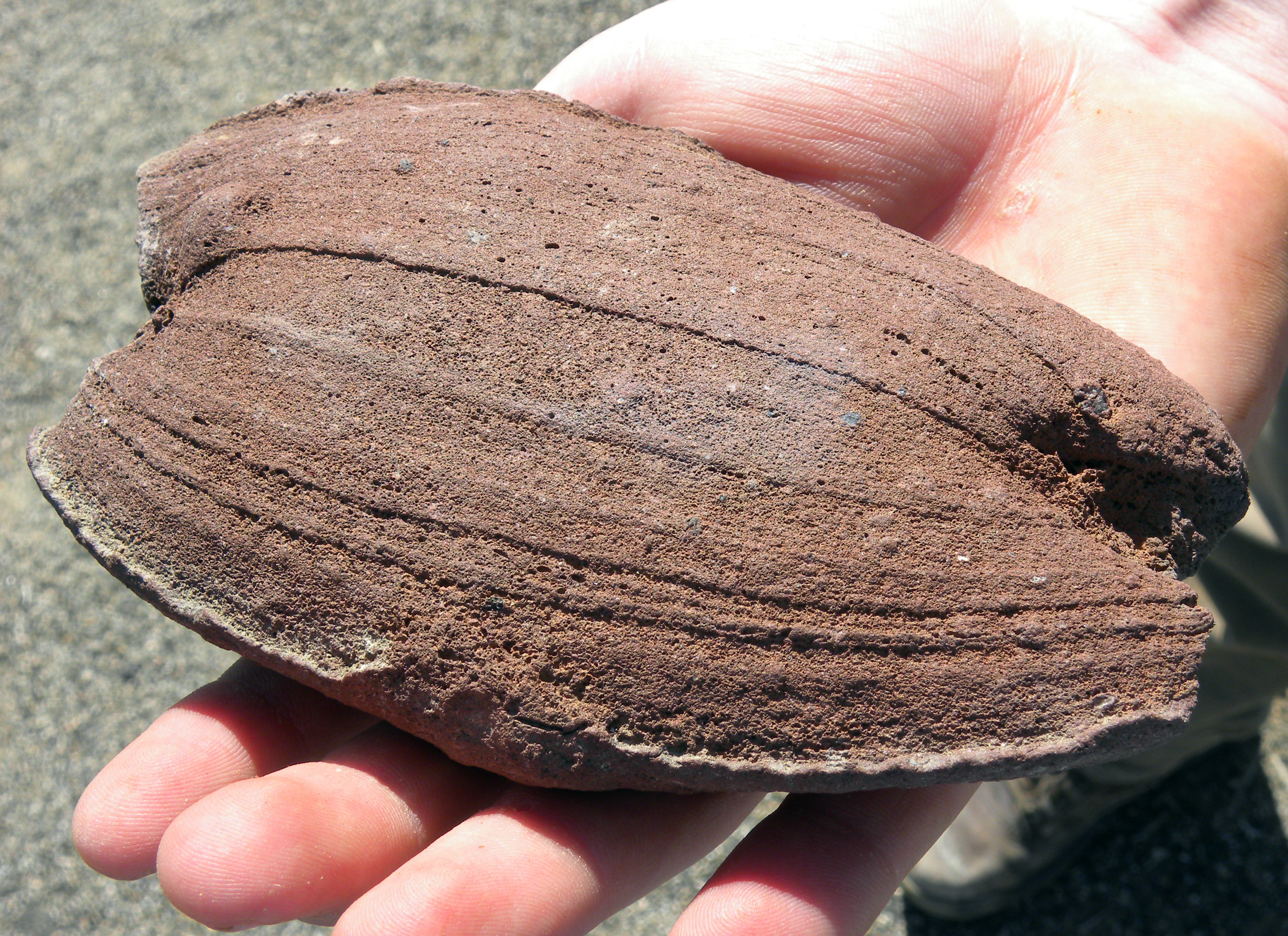
"Almond" volcanic bomb found in the Cinder Cones region of the Mojave National Preserve, California, USA.

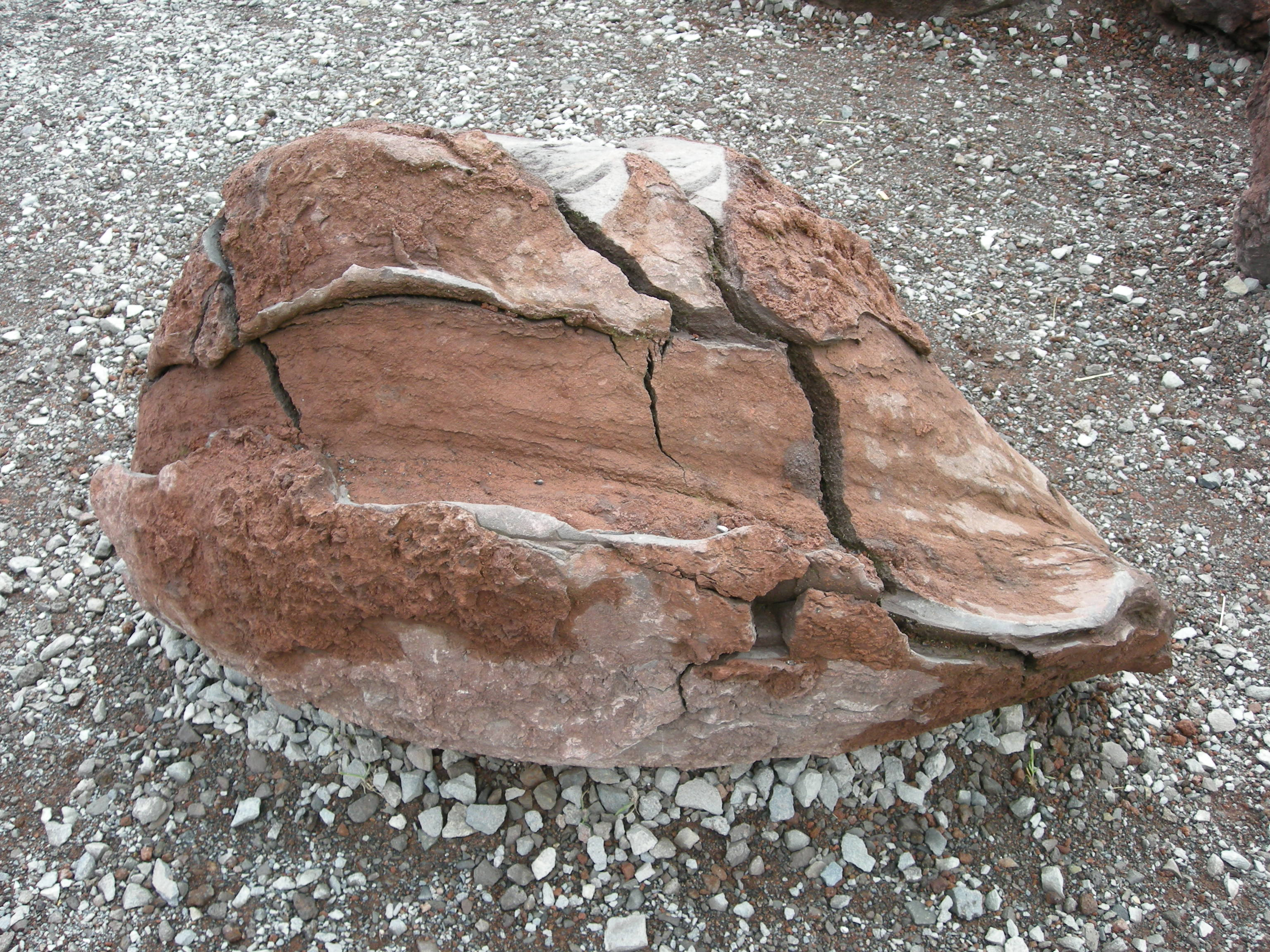
"Bread-crust" volcanic bomb at Vulcania, Puy-de-Dôme, France.

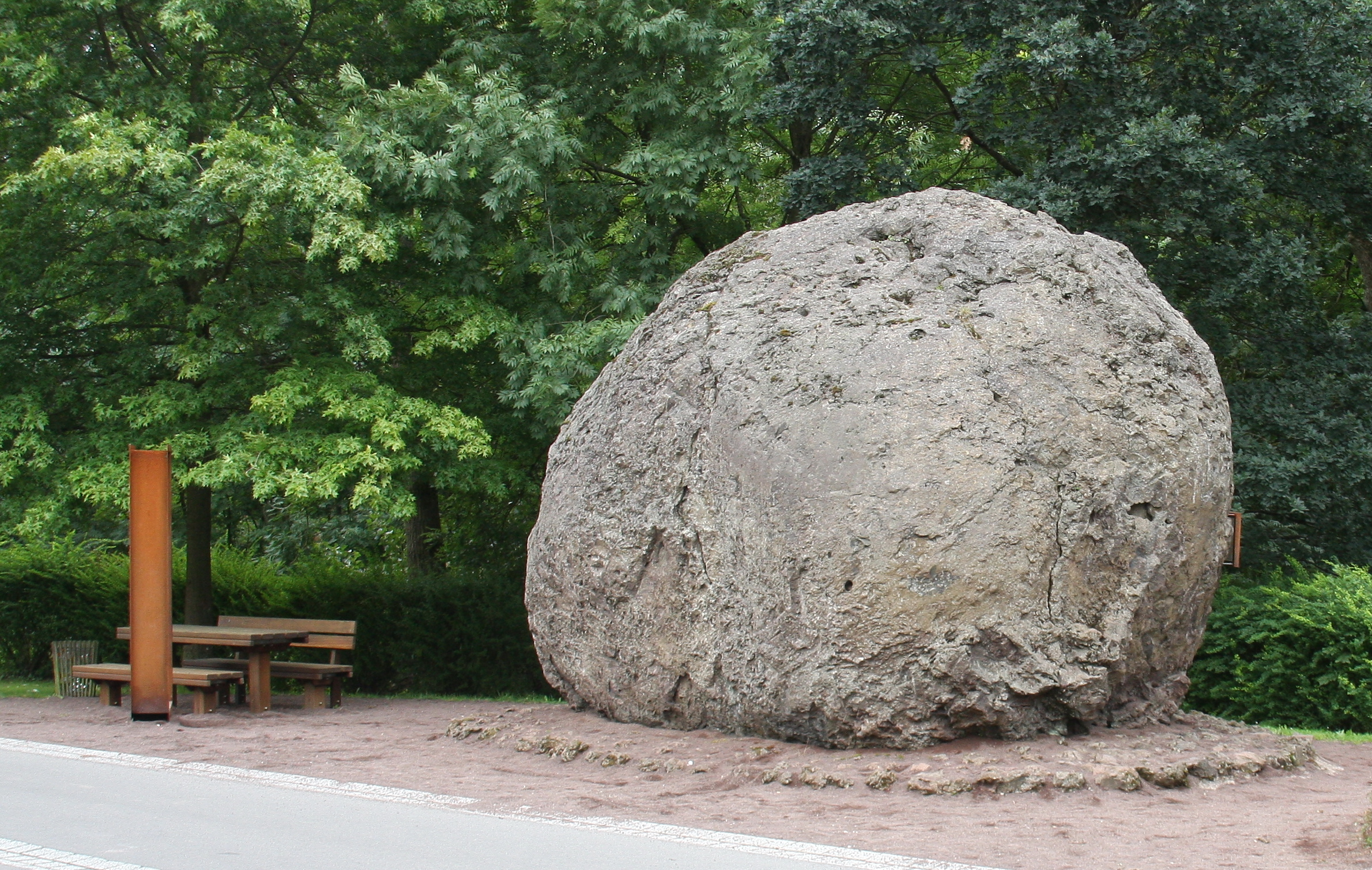
Lava bomb at Strohn, Rhineland-Palatinate, Germany, with a diameter of 5 metres and a mass of 120 tonnes. It was caused by a volcanic eruption in 8300 BC.

## انواع بمب‌ها
بمب‌ها با توجه به شکل آن‌ها دسته‌بندی می‌شوند که شکل آن‌ها تابعی از سیالیت ماگمای به وجود آورندهٔ آن‌ها است.
- بمب‌های روبان یا استوانه‌ای که از ماگمای دما بالا یا نسبتاً بالا تشکیل می‌شوند که به صورت رشته‌های نامنظم دارای حباب از دهانهٔ آتشفشان خارج می‌شوند. این رشته هادر اثر برخورد با زمین به بخش‌های کوچک تر شکسته شده و به صورت دست نخورده مانند روبان به نظر می‌رسند، از این رو به آن‌ها بمب روبان می‌گویند. این بمب‌ها مدور و گرد هستند یه مسطح و پهن شده هستند، آن‌ها دارای شیارهایی در مقطع و دارای ویزکول جدولی هستند.
- بمب‌های توپ مانند که آن‌ها هم از ماگمای دما بالا یا نسبتاً بالا تشکیل شده‌اند. در مورد این بمب‌های کروی، کشش سطحی نقش بسیار مهمی را در کشیده شدن پرتابه بازی می‌کند.
- اسپیندل، دوکی شکل یا بادامی/چرخشی که توسط فرایندهایی متشابه بمب‌های کروی به وجود می‌آیند، هرچند که تفاوت عمده‌ای با بمب کروی دارند.  این بمب‌ها در هنگام پرواز شکل بادامی می‌گیرند کمی کشیده می‌شوند، که تئوری چرخش که این بمب‌ها را توصیف می‌کند، اسم بمب‌های دوکی شکل را برای آن‌ها گذاشته است. بمب‌های اسپیندل را می‌توان از خصوصیاتی که دارد شناسایی کرد که بمب‌های اسپیندل در طرفی دارای سطح نرمتر و گسترده‌تر از طرف دیگر است که نشان دهندهٔ طرف سقوط آن در هوا است.
- بمب‌های پای گاوی زمانی شکل میگیرن که از ارتفاع کمی از دهانه سقوط می‌کنند که طی این سقوط فرصت اینکه جامد بشوند را نخواهند داشت (این بمب‌ها قبل از برخورد به صورت مایع هستند)، آن‌ها در نتیجه در سطح زمین پهن می‌شوند به صورت نامنظم و به شکل دیسک درمی آیند که شبیه به پهن گاو است.
- بمب‌های نان پوسته‌ای زمانی تشکیل می‌شوند که بمب‌های آتشفشانی خروجی از دهانه به صورت جامد در آمده باشند و ممکن است که سطوح خارجی آن دارای ترک‌هایی باشد که تا فضای داخلی بمب پیش رفته باشد.
- بمب‌های توپودری که دارای سطحی خارجی از ماگما هستند و مغزه درون آن قبلاً تثبیت شده‌است که از فوران قبلی است.